# Chrysaora melanaster
Chrysaora melanaster är en manetart som beskrevs av Brandt 1838. Chrysaora melanaster ingår i släktet Chrysaora och familjen Pelagiidae. Inga underarter finns listade i Catalogue of Life.

## Bildgalleri

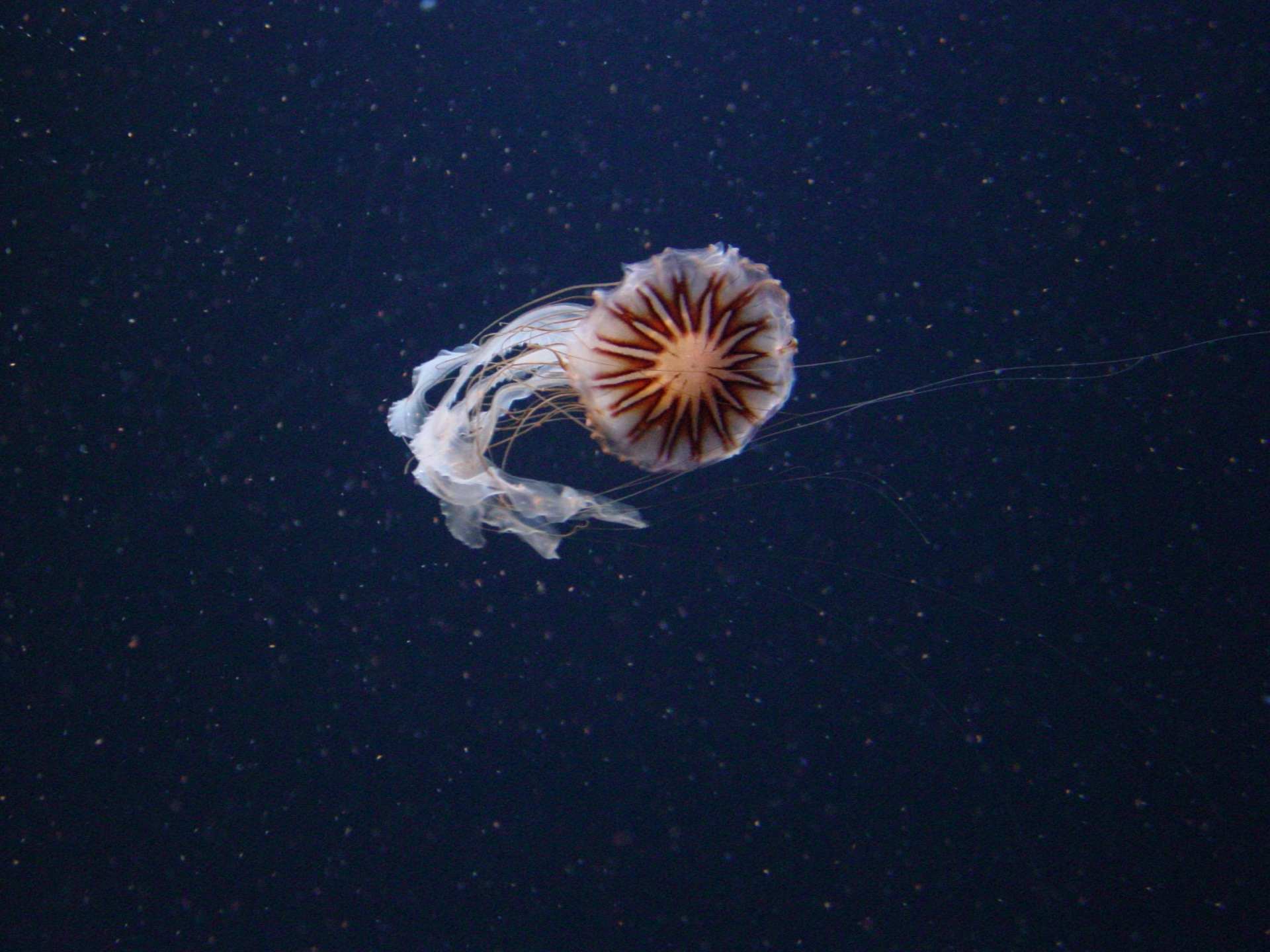
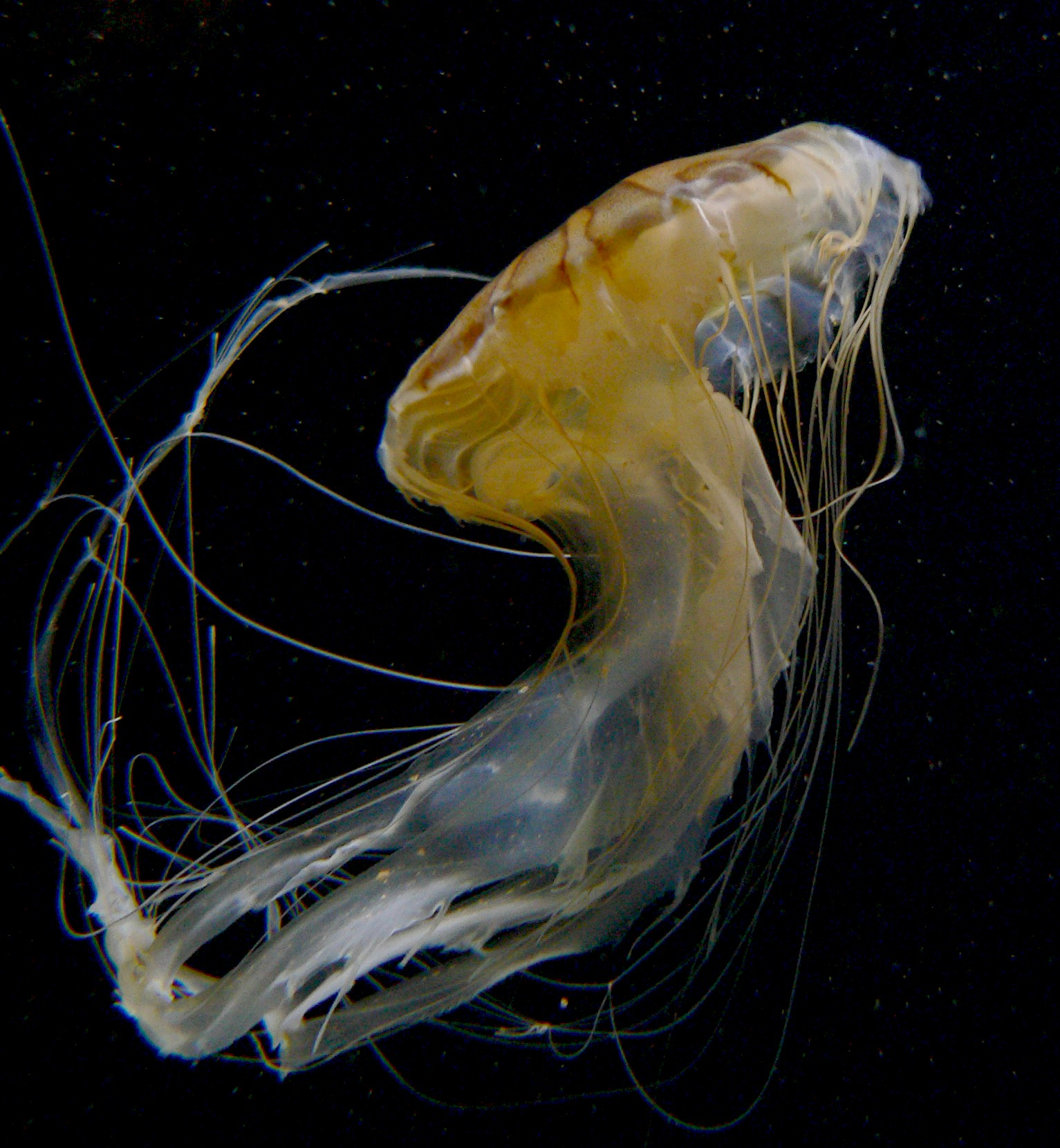
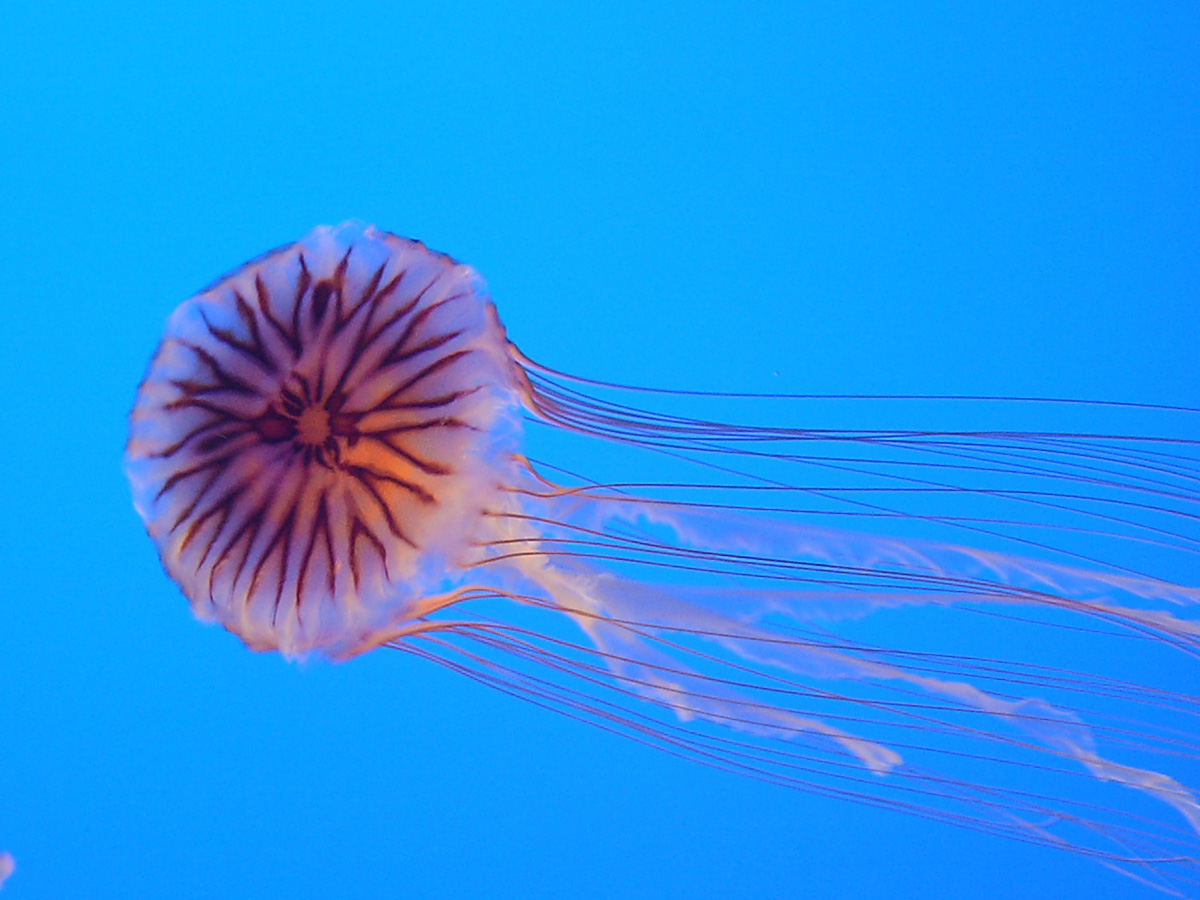